# チキチキマシン猛レース
『チキチキマシン猛レース』（チキチキマシンもうレース、原題：Wacky Races）は、ハンナ・バーベラ・プロダクション制作のアメリカのテレビアニメである。アメリカでは、1968年9月14日から1969年1月4日までCBSで17回（全34話）にわたって放送。日本では、1970年4月6日から同年7月27日までNETテレビ（現・テレビ朝日）とその系列局で毎週月曜 19時30分 - 20時00分（日本標準時）に放送されていた。

## 概要
11台の個性的なレーシングカーとそれぞれのドライバーたちが、荒野・峡谷・砂漠・雪山などのバラエティに富んだコースで繰り広げるカーレースを1話完結で描く。原題の"Wacky Races"は「へんてこりんなレース」を意味する。
発想元は、ブレイク・エドワーズ監督の1965年製作の『グレートレース』と言われる。
日本語タイトル『チキチキマシン猛レース』の由来は諸説ある。本作の日本語吹替版演出家である高桑慎一郎は「チキチキ」とはカードゲームをやっている時のいいカードが来るようにお願いする時のおまじないであると語っている一方、日本教育テレビ（テレビ朝日）外画部時代の高橋浩は1968年に日本で公開されたミュージカル仕立ての自動車映画『チキ・チキ・バン・バン』から「チキチキ」を取り、1969年に丸善石油（現・コスモ石油）が放送したテレビCMで小川ローザが口にしていた台詞「Oh! モーレツ」を「猛レース」と変えて命名したと語っており、どちらが正しいかは不明。
日本語版作成にあたっては、オープニング曲を作り替え、日本向けのキャラクター名を設定し、吹き替えでも声優によるアドリブの多用や、オリジナルではほとんど言葉を話さない犬のケンケン（英語: Muttley）に台詞を与えるなど、演出家の高桑慎一郎によって大幅にアレンジされている。本放送の際には毎回最後に次回の優勝者当てクイズコーナーがあり、正解すると抽選でプレゼントがもらえた。
全34話で放送本数は全17回と多くないが、1970年代を通して東京12チャンネル（現・テレビ東京）の『マンガのくに』枠などで全国的に再放送が繰り返され、さまざまなプラットフォーム向けのコンピュータゲームにもなるなど、日本での人気は高い。日本語版演出を担当した高桑慎一郎によると、日本での人気は本国アメリカ以上だという。1990年からは日本コロムビアが版権窓口となり、12月には日本でビデオソフトが発売され、1992年11月時点で7巻計で20万本を売り上げた。1990年代半ばにはキャラクターグッズが多数発売されるなど、本作キャラクターのケンケンブームとまで言われた。
その後も、カートゥーン ネットワークで1997年の開局当時より断続的に放送。2000年にはテレビ東京系のアニメ枠『トムとジェリーとゆかいな仲間』内で放送され、2001年にはコレクターズボックス、2005年には1コインDVDも発売されているほか、2010年にはワーナー・オンデマンド内で有料配信されていた。
なお、カートゥーン ネットワークにおける放送では一部のシーンが無音になったり、日本語版DVDでは一部のシーンが原語版（字幕対応）になっているが、前述の通り本作の日本初放映は地上波で、CMを流す影響で本編の尺を縮める必要があり、オリジナルからカットされ吹き替えが作られなかった箇所である。ただし、ビデオ／LD及びDVDソフト版、テレビ東京系のアニメ枠『トムとジェリーとゆかいな仲間』内の放送においては「クルクルパー」「キチガイ」といった放送禁止用語に当たる台詞等がそこから追加でカットされている（カートゥーン ネットワークの放送及びMax（U-NEXT内）の配信ではノーカット）。
また、2018年1月30日よりdTVチャンネルでリアルタイム配信されるチャンネルBoomerang（ブーメラン）にて、2017年から制作されている新作『チキチキマシン猛レース!』が日本初放送された。

## マシン名と搭乗者
括弧内は日本放映時の声優。
本編のナレーションを務める実況中継アナウンサーは野沢那智が担当した。一人称は「私」または「僕」で、声のみで素顔は画面には一切登場しない。一度だけ手だけが登場したことがあった。ビデオ版の冒頭ナレーションは増岡弘が担当している。以下、写真はグッドウッド・フェスティバル・オブ・スピードで展示されたレプリカのもの。なお、レース中は妨害ありインチキありとほぼルール無用だが、他人のマシンでゴールしたり、ゴール手前で先端を延ばすなどの行為をするとさすがに失格となる（いずれもブラック魔王がそうなった）。
カッコ内は声優。/の場合は、「アニメ/ゲーム」となっている。
- 00 -  ゼロゼロマシン（メーン・マシーン）[The Mean Machine]（邪魔マシーン） - ブラック魔王（ディック・ダスタードリー）[Dick Dastardly]（大塚周夫[11]/高木渉（パチンコ））、ケンケン（マットレー）[Muttley]（神山卓三[12]/辻親八（パチンコ））
本作の主役とも言える悪党のブラック魔王と愛犬ケンケンの2名が搭乗するマシン。なお、ゼロゼロ"マシーン"は誤り。多数のロケットノズルに球形キャノピーを備えた未来的な外観を持つ。他車への妨害行為のために、様々な装備（プロペラ、ドリル、マシンガン、大砲、磁石、ミサイルなど）を搭載する。妨害工作を準備すべく大きく先回りする、アクセル全開で一気にライバルを抜き去るなど、マシンの基本性能も高い。しかし、最終的にはコースアウト等による失格や悪巧みに失敗して他車に追い越されてしまうため優勝・入賞経験はなく、ほとんどのレースで最下位に甘んじている（4位や5位、失格を除いて。また、ケンケンにサインをせがまれ止まったこともあった。）。
赤と紫のストライプの帽子を被った悪党のブラック魔王は変装が得意（警備員、老婆、雪男など）で、その変装はほかのレーサーも見破れることはほとんど無い。しかし、あまりにも上手すぎるためワニに変装した時はメスのワニに本物のワニと間違われて惚れられたり、指名手配中のお尋ね者の時は本人と間違われることもあった。
ケンケンは威張り散らし妨害の準備やマシンの修理をすべて押し付ける主人のブラック魔王に反感を持っており、彼が自滅して酷い目に遭うと笑う(笑われたことにブラック魔王が怒って殴られることもある)。尻尾をプロペラの様に高速回転させて揚力を得る能力があり、それで難を逃れた事も多々ある。なお、ブラック魔王はケンケンを苦労して育てたと言っており、ケンケンに対する愛情はそれほどながらある模様。時にはケンケンもブラック魔王に代わってマシンを運転できる。どちらも一人称は「俺」。悪人顔のために全く無関係なカボチャ泥棒に間違われたこともある。
ケンケンの笑い声は元来、「イシシシ」もしくは「ウヒヒヒ」だったが、担当の神山が声を押し殺したことで独特の発声となり、ケンケンのシンボルである笑い声が生まれた。また、英語版では文句を言う台詞がすべて一致している。ケンケンは、飼い主を助けてあげたにも拘らずブラック魔王からしっぺ返しを受けたりするので「恩を仇で返しやがって!」などと言っていることから心底ブラック魔王を嫌っているわけではない。
実況アナは、作中におけるブラック魔王との掛け合いが多い。一度セメントによるコース妨害を企んだときは実況アナをブラック魔王が「うさぎ」呼ばわりしたことがあり、ゼロゼロマシンがトップになったり妨害が成功すると「くそ〜っ」と悔しがり、反対にゼロゼロマシンが自滅すると「ざまあみやがれ!」と大喜びする。

- 1 - ガンセキオープン（ボルダー・モービル）[The Boulder Mobile]（動く丸石） - スラッグ・ブラザーズ [The Slag Brothers]タメゴロー（グラベル・スラッグ）[Gravel Slag]（加藤修）、トンチキ（ロック・スラッグ）[Rock Slag]（緑川稔/真地勇志（3DO）、乃村健次（PS））
車体の殆どが岩石で構成されたオープンカー。搭乗者のタメゴローとトンチキは原始人の外見をしている双子の兄弟。二人とも長い毛で全身を覆われているため、両者の区別は困難だが、基本的に弟のトンチキが運転を担当している（一部の回では兄のタメゴローが運転を担当）。二人が手に持っている棍棒は、お互いの頭を叩きあったり、一人が追いかけながら車体の後部から叩くことで車のスピードを上げる他、石を用いてトスバッティングの要領で敵を攻撃するのにも使ったり、プシーキャットの修復にも使ったことがあった。また、トンチキが棍棒を折り曲げてブーメランにしたこともあった。お互いの頭を叩きあう際たまにエスカレートし、ただの殴り合いの喧嘩に発展することがある。
車体の素材が岩石を固めただけという非常に簡素な造りとなっているため、レース中に車体やタイヤが破損しても、コース脇にある適当な岩石を加工して車体を修理し、レースを続行することが可能。たまに壊した岩が丸くない形になることもある。エンジン不調の時はエンジンから声が出ることもある。卵から恐竜（有翼竜）を出して空を飛んだこともあった。吹き替えでは普通に喋っているが、英語版とPSゲームの吹き替えでは創作の原始人語で会話しているため、全く聞き取れない（英語版ではよく聞くと何を喋っているかわかる場合もある）。二人の一人称は「俺」。なお、優勝・二位・三位をあわせた入賞回数は14回（3回/8回/3回）と最も多い好成績のマシンである。

- 2 - ヒュードロクーペ（クレーピー・クーペ）[The Creepy Coupe] （ぞくぞくクーペ）- グルーサム・トゥーサム [Gruesome Twosome] モンスター（ビッグ・グルーサム）[Big Gruesome]（神山卓三）、ドラチビ（リトル・グルーサム）[Little Gruesome]（たてかべ和也/龍田直樹（3DO））
幽霊屋敷をモチーフにした車で、車内にはドラゴンが潜んでおり、レースの状況に応じて首を突き出して火を吹いたり、翼を伸ばして車体ごと空を飛ぶことができる。ただし、ドラゴン自体は小心者でヒヨコを怖がったり、ミルクちゃんやタメゴローまたはトンチキに殴られて撃退されることもある。車体には蛇や亡霊を装備し、運転席のレバースイッチや口笛で登場する。屋敷の周りをコウモリが飛び回っている。
搭乗者はフランケンシュタインの怪物のモンスターと子供ドラキュラのドラチビ。モンスターは巨漢で、ゴーストタウンのお化け屋敷に潜む幽霊たちを撃退した。ドン・カッペに負けないくらいの力持ちで、悪走路時にはマシンを軽々持ち上げて歩くこともできる。だがその外見とは裏腹に性格は温厚。一方、ドラチビは他のレーサーと比べて口数が少ないが、見た目に反して空を飛んでマシンを引っ張りあげることも可能。二人のとも一人称は「俺」。入賞回数は12回（3回/3回/6回）。2017年版では搭乗者の名前が、タイニー（Tiny）、ベラ（Bella）に改められている。

- 3 - マジックスリー（コンバート・ア・カー）[The Convert-A-Car]（変身カー） - ドクターH（プロフェッサー・パット・ペンディング）[Professor Pat Pending]（槐柳二[13]/佐藤正治（3DO））
ボートに車輪とプロペラを付けたような外観で、レース状況に応じて、メカニックを様々な形状に組み替える機能（作中では通称は「忍術」と呼ばれる）が特徴。走行中はエンジン音がなく、キコキコと軽快な音で走行する。運転席のスイッチひとつで変形し、陸海空に加えて地中も進めるほか、悪路にも対応できる上に、二足歩行もできる。時にはホッピング、絨毯、熱気球など原型を留めない形状と化すこともあるが、あまりにも変形のレパートリーが多いため、選択ミスにより失敗することも多い。ドライバーのドクターHは、天才発明家でもある落ち着いた人格者（他のマシンに抜かれて怒るなど、競争意欲がないわけではない）。ブラック魔王が破壊したコースの修復やトラップの解除を行ってレースを再開させたり（逆にゼロゼロマシンの妨害に反撃して返り討ちにすることも多い）、トラブルを起こして動けなくなった他車を救助するなど、優勝への固執はそれほど見られない。ただし、優勝を狙う時はちゃんと狙い、自身もトロッコスペシャルの丸鋸タイヤを錆付かせるなど他車の妨害をする事もある。英語版ではイギリス訛り、日本語版では「〜ますです」と英語訛りの敬語で話し、一人称は「私」。入賞回数は10回（3回/2回/5回）。

- 4 - クロイツェルスポーツ（クリムゾン・ヘイベイラー）[The Crimson Haybailer]（深紅の爆撃機）- コウモリボス（レッド・マックス）[Red Max]（梶哲也/龍田直樹（3DO））
複葉機と車が融合したような真っ赤な車体が特徴。飛行が可能だが、逆に言えば空を飛ぶ以外特徴の無いマシンで、同じく空を飛べてしかも自分より多機能なヒュードロクーペやマジック3に空中戦で負けたことがある。また予期せぬ落下には対応できず、他のマシンを飛び越えようとして反撃され、プロペラを壊されて不時着することも多い。マシン前部には機関銃を装備しており、通常の弾丸の他にコショウも発射可能。プロペラを大きくして丸鋸のように他のマシンを切断したり、斧をプロペラに付けて障害物を破壊することも可能。プロペラは人力で始動を行う(一度手を離し損ねて、プロペラに巻き込まれたことがある)。ドライバーのコウモリボスは、誇り高いが気も短い、チョビ髭に赤尽くめの服装の撃墜王（パイロット）で、警察の上層部に知り合いがいる。ブラック魔王と同じく空軍所属の航空兵であるが、別の部隊もしくは組織に所属しているので面識がないらしく[独自研究?]、『スカイキッドブラック魔王』には登場しない。一人称は「俺」または「儂」。入賞回数は9回（3回/4回/2回）。

- 5 - プシーキャット（コンパクト・プシーキャット）[The Compact Pussycat]（化粧具つき仔猫） - ミルクちゃん（ペネロッピー・ピットストップ）[Penelope Pitstop]（小原乃梨子[14]/佐久間紅美（パチンコ））
ピンク色のオープンカーで、日よけのパラソルや、メイクアップに関する様々な装備を満載。パラソルを広げて浮遊することもできる。搭乗者は本作に登場する唯一の女性ドライバーであるミルクちゃん。金髪のかかったポニーテールで、ピンクの服に赤い手袋[15]と白いロングブーツが特徴。実況中継アナウンサーやブラック魔王を除くドライバーはミルクちゃんに甘くて依怙贔屓する事も多く、彼女自身もその状況を利用している。キザトト君とはいい雰囲気になる場面がしばしば見られる。本人曰く「男の子には負けたくない」。普段はおっとりしているが、時には乱暴で男勝りな面もある。
プシーキャットに敵を攻撃する機能は備えておらず、他車を意図的に妨害することはあまりない。しかし走りながら洗車をしたり、エンジンに仕込んだグリルで鳥の丸焼きやポップコーンを作ったりして、水や煙で意図せず後続車に迷惑をかけることはある。英語版では南部訛り。一人称は「あたし」。『ペネロッピー絶体絶命』の主役でもある。入賞回数は11回（4回/2回/5回）。

- 6 - タンクGT（アーミー・サープラス・スペシャル）[The Army Surplus Special]（お荷物予備小隊） - 軍曹閣下（サージェント（サージ）・ブラスト）[Sargeant "Sarge" Blast]（細井重之）、新兵くん（プライベート・メークリー）[Private Meekly]（小宮山清/龍田直樹（3DO））
戦車とハーフトラックを組み合わせたような形状の車体を持つ。搭乗者は、階級は軍曹なのに部下に「閣下」と呼ばせる横柄で小太りの上官と、ガリガリに痩せた部下の新兵。軍曹の指揮下で新兵がハンドルを握る。「撃てー！」「撃つー！（たまに「分かったー」）」のかけ合いで主砲から砲撃、特殊な弾（ミサイル、トリモチ、投げ縄、放水など）を発射したり、後ろ向きに砲撃して反動で加速する。悪路時ではキャタピラを大きくしたり、延ばすことができる。軍曹が地雷を投げて目の前に設置し、自分で踏んで爆風で空を飛んだこともある。キャタピラ駆動のため、全マシンの中でスピードが遅く、重量も重いのが弱点。軍曹閣下が搭乗する砲台部分は車体と分離も可能だが、砲台部分が引っこ抜けてしまうトラブルになる事態が多い。
軍曹は自分の責任を棚に上げることが多く、ブラック魔王に反転させられた時は逆走していることに気付かずそのままスタート地点へ戻ったり、ブラック魔王の罠にかかったのを自分のミスにもかかわらず新兵のせいにして飯抜きにしたこともあった。なお、新兵も新兵で軍曹が「左へ行け」と言ったのに間違って右へ行ったり、「ゴールにそびえ立つ」という命令を勘違いしたり、軍曹が攻撃の命令をしても無視することがあるなど、連携に問題がある。2人の会話は「行けー！」「行くー！」、「隠れてろー！」「隠れてるー！」、「進めー！」「進むー！」など、多くがかけ合いである。
入賞回数は万年リタイアのゼロゼロマシンの次に少ないが、優勝回数の3回を含めた入賞回数は4回（3回/1回/0回）で他のマシンと比較してそれほど少ないわけではない。一度新兵がポッポSLに乗る「ヨタロー」を間違えてトロッコスペシャルに乗る「ドンカッペ」と名前を間違えてしまったことがある。軍曹の一人称は「俺」または「儂」、新兵の一人称は「自分」または「私」。

- 7 - ギャングセブン（バレットプルーフ・ボム）[The Bulletproof Bomb]（防弾逃走車） - [The Anthill Mob] トラヒゲ一家（アントヒル・モブ：親分 [Clyde]（水島晋/佐藤正治（3DO）、北村弘一（CR）、永野広一（PS2のPV））、子分たち [Ring-A-Ding] [Danny] [Rug Bug Benny] [Mac] [Kirby] [Willy]（神山卓三、加藤修、緑川稔、細井重之、たてかべ和也、雨森雅司など/神山卓三、加藤修、真地勇志、細井重之、龍田直樹、郷里大輔（3DO）/神山卓三、加藤修、乃村健次、細井重之、龍田直樹、郷里大輔（PS））
外観は禁酒法時代の黒塗りセダンそのもの。運転席のある前方に搭乗者である小柄な7人の指名手配中のギャング全員が集中して乗車する。後部座席は基本的に無人だが、たまにトラヒゲ一家以外の人物がいることがある。また、自動運転機能がついているらしく、トラヒゲ一家が乗っていなくても車自身の意思で動くこともできる。
マシンは床が抜けるようになっており、いざというときには子分たちが足で走って加速を助ける。事故や他車からの妨害で屋根が外れたり車体が真っ二つになることもあるが、比較的簡単に復活できる。日本語版では防弾仕様の自動車であると紹介されている[16]。
レーサーの中では特にチームワークが良く、ブラック魔王の妨害等の危機的な状況に際して、冷静な対応で危機を回避する、吹替版では江戸っ子口調で親分が喋り、子分たちが息を合わせて行動する際は「いちにさんしにーにっさんし」「はしれよはしれよ」等、歌を歌う事が多い。
トラヒゲ一家はそれぞれ役割があり、親分はマシンの運転と子分たちへの命令、子分たちは他車への妨害やマシンの修理を行う。それぞれ名前がありトラヒゲ一家の親分は「クライド（子分たちからは「ボス」と呼ばれている）」、子分たちは「リングアディング」（たてかべ和也/龍田直樹）、「ダニー」（加藤修）、「ラグ・バグ・ベニー」（細井重之）、「マック」（緑川稔/真地勇志/乃村健次）、「カービー」（雨森雅司/郷里大輔）、「ウィリー」（神山卓三）。子分の中でもリングアディングはクライドの発言にボケた回答をするなど、発言が多い。
指名手配中でレース中も警察から追われているため、常に警察無線を盗聴して逃げる準備をしており、逃亡時にはしばしば小人や野球選手などに変装し、別コースへ避難することもある。加速の際に足を使っているのは、警察から逃げるために会得したもの。レースの大ファンの保安官の協力でレースで優勝したこともある。メンバーの一人称は全員「俺」。入賞回数は11回（4回/5回/2回）。
姉妹作品『ペネロッピー絶体絶命』では帽子やコート、子分達の名前が違う物に変更されている。

- 8 - ポッポSL（アーカンサス・チャグバグ）[The Arkansas Chuggabug]（アーカンソーのガタゴト車） - ヨタロー（レイジー・ルーク）[Lazy Luke]（高田竜二/佐藤正治（3DO））、熊八（クマッパチ）（ブラバー・ベア）[Blubber Bear]（細井重之）
木造のテラスに車輪を付け、ロッキングチェアの座席にガラクタを寄せ集めたようなカントリー調マシン。後部にある石炭ストーブのようなボイラーが動力源。動力源が完全に剥き出しの状態であるため、他のマシンの標的にされやすく、攻撃されるとボイラーが膨らんで爆発し、しばしばマシンが稼働しなくなる。まれにエンジンの火力が暴走しスピードアップすることもある。煙突から煙を出して他のマシンを汚したり、視界を奪う煙幕代わりに使うこともできる。他にもリスにピーナッツを食べさせることでスピードを上げるエンジンや「虎の足」といった機能もある。
搭乗者は村育ちの田舎者（hillbilly）の既婚者[17]でマイペースかつ呑気なヨタローと彼のペットである臆病なクマの熊八。ドライバーのヨタローはハンドル操作を足で行う[18]上に居眠り運転が日常茶飯事のため、同乗者である熊八はいつも気が気でない。いつも歯をガチガチ鳴らしたり、両手を噛んで怯えていることが多いが、時にはヒュードロクーペのドラゴンを倒したり、ブラック魔王にボイラーを奪われたときに風車をエンジン代わりにするなど、頼もしい一面も持つ。悪路時、故障時では自らがマシンを押すこともある。自然国立公園では野生のクマと間違えられ森に追い返されそうになったこともあるが、最終的にはマシンに括り付けた凧にぶら下がって空中に隠れることで切り抜けた。アメリカ南部アーカンソー州の百姓なのにヨタローは原語版では字が読めず、日本語版では東北弁を使う。一人称は「おら」。田舎でかぼちゃ畑を営む農夫の「エルマー」（槐柳二）といういとこがいる。入賞回数は9回（4回/1回/4回）だが、マイペースゆえに優勝への意欲は薄く、優勝の要因は他のレーサーの自滅などが多い。一度だけナレーションに「トロッコスペシャル」と間違われたことがある。
ワーナー・ブラザースによる公式ページではヨタローの名前が「コタロー」と誤表記されている。

- 9 - ハンサムV9（ターボ・トリフィック）[The Turbo Terrific]（びっくりターボ） - キザトト君（ピーター・パーフェクト）[Peter Perfect]（広川太一郎）
正統派のフォーミュラカーで、他マシンのような特殊装備は持たない。車体が非常に脆弱で、鳥に突かれたり、くしゃみしただけでも壊れてしまうという弱点を持つ。しかしその分、キザトト君がマシンを蹴飛ばしたり引き延ばしたりすることで自然に治るなど、立て直しの早さは凄まじい。スペアタイヤを大量につけて加速することも可能。搭乗者のキザトト君は、普段オネエ言葉でナヨナヨした雰囲気で、ミルクちゃんには特に甘く、いつか彼女の婿になることを夢見ている。その反面、大岩を指一本で持ち上げる怪力の持ち主であり、トラヒゲ一家に対して凄むなどの頼もしい一面も持ち合わせる。激怒すると声のトーンが格段に下がる。「イッポコペンよ」など意味不明の造語を操るが、これは声を担当した広川太一郎のアドリブである。カラテの達人であり、弁護士のおじがいるらしい。一人称は「あたし」あるいは「僕」。入賞回数は8回（4回/2回/2回）。

- 10 - トロッコスペシャル（バズ・ワゴン）[The Buzz Wagon]（ぶんぶんワゴン） - ドン・カッペ（ルーファス・ラフカット）[Rufus Ruffcut]（雨森雅司/郷里大輔（3DO））、甚平（ソートゥース）[Sawtooth]（小宮山清/嶋方淳子（3DO））
木製のボディと丸鋸の車輪を持ち、正面には丸太を横にした巨大なバンパーを備える。車輪の丸鋸は切れ味が抜群で、他車を真っ二つにすることができるが、悪路（泥道、雪道、砂漠、氷上など）には弱く、水を浴びると錆びるので錆取り用の潤滑油の常備は欠かせない。車体が木製のため重量が軽く、カッペが指に丸鋸を付けてマシンごと浮遊できるが、木なので火に弱い。丸鋸を大きくして加速したり、ローギアにして地中に潜ったりすることも可能。
搭乗者が木こり （lumberjack）の「ドン・カッペ」とビーバーの「甚平」だけに、木の取り扱いはお手のもの。非常時には、甚平が周囲の木を用いて車体やコースを修理することもある。ドン・カッペは見た目通り、車を持ち上げるほどの怪力の持ち主である。ミルクちゃんには目がなく、キザトト君とは、恋を張り合うライバルでもある。「ミルクちゃんのケツを追っかけてるのは10番のカッペ君。エッチ!」とナレーションに突っ込まれたことがある。ケンケン同様、熊八や甚平も日本語版では言葉を話すが、他の搭乗者には通じていない。ドン・カッペは、ヨタローと同様東北弁で、一人称は「おら」。入賞回数は12回（3回/5回/4回）。

## 各話リスト
全17回の34話。日本でも全話がテレビ放送されているが、第4話（第2回Bパート）については本放送当時の吹き替え音声を紛失しており、DVDには特典映像として原語版（字幕対応）のみが収録されている。
| 話数               | 話数     | サブタイトル                                                | 放送日             | 放送日         | 車番 | 車番 | 車番 | 優勝                 |
| アメリカ合衆国の旗 | 日本の旗 | サブタイトル                                                | アメリカ合衆国の旗 | 日本の旗       | 1位  | 2位  | 3位  | 優勝                 |
| ------------------ | -------- | ----------------------------------------------------------- | ------------------ | -------------- | ---- | ---- | ---- | -------------------- |
| 1                  | 17       | ブラック魔王最後の挑戦 （SEE SAW TO ARKANSAS）              | 1968年 9月14日     | 1970年 7月27日 | 4    | 2    | 10   | クロイツェルスポーツ |
| 1                  | 17       | ゆうれい迷路の最終コース （CREEPY TRIP TO LEMON TWIST）     | 1968年 9月14日     | 1970年 7月27日 | 5    | 2    | 10   | プシーキャット       |
| 2                  | 1        | インディアン砂漠をぶっ飛ばせ （WHY OH WHY WYOMING）         | 9月21日            | 4月6日         | 2    | 1    | 8    | ヒュードロクーペ     |
| 2                  | 1        | サボテン谷のお化け温泉 （BEAT THE CLOCK TO YELLOW ROCK）    | 9月21日            | 4月6日         | 8    | 10   | 2    | ポッポSL             |
| 3                  | 2        | 断崖絶壁を突っ走れ （MISH MASH MISSOURI DASH）              | 9月28日            | 4月13日        | 3    | 5    | 2    | マジックスリー       |
| 3                  | 2        | 炎の七重衝突 (IDAHO A GO GO)                                | 9月28日            | 4月13日        | 1    | 10   | 3    | ガンセキオープン     |
| 4                  | 3        | 底なし沼のデッドヒート （THE BAJA HA HA RACE）              | 10月5日            | 4月20日        | 1    | 7    | 4    | ガンセキオープン     |
| 4                  | 3        | 妨害ゴリラ作戦 （REAL GONE APE）                            | 10月5日            | 4月20日        | 6    | 4    | 10   | タンクGT             |
| 5                  | 4        | アパッチ平原大突破 （SCOUT SCATTER）                        | 10月12日           | 4月27日        | 10   | 1    | 3    | トロッコスペシャル   |
| 5                  | 4        | 白熱のでこぼこラリー （FREE WHEELING TO WHEELING）          | 10月12日           | 4月27日        | 7    | 9    | 5    | ギャングセブン       |
| 6                  | 6        | コンピューター妨害作戦 （BY ROLLER COASTER TO UPSAN DOWNS） | 10月19日           | 5月11日        | 4    | 1    | 8    | クロイツェルスポーツ |
| 6                  | 6        | 戦場スピード突破 （THE SPEEDY ARKANSAS TRAVELLER）          | 10月19日           | 5月11日        | 1    | 7    | 9    | ガンセキオープン     |
| 7                  | 5        | イモレーサー泥棒野郎 （THE ZIPPY MISSISSIPPI RACE）         | 10月26日           | 5月4日         | 9    | 7    | 5    | ハンサムV9           |
| 7                  | 5        | 大障害の動物園レース （TRAFFIC JAMBALAYA）                  | 10月26日           | 5月4日         | 5    | 9    | 2    | プシーキャット       |
| 8                  | 8        | インチキパトカー大作戦 （HOT RACE AT CHILLICOTHE）          | 11月2日            | 5月25日        | 6    | 5    | 1    | タンクGT             |
| 8                  | 8        | 炎のジャングルレース （THE WRONG LUMBER RACE）              | 11月2日            | 5月25日        | 10   | 7    | 2    | トロッコスペシャル   |
| 9                  | 7        | 大都会暴走グランプリ （RHODE ISLAND ROAD RACE）             | 11月9日            | 5月18日        | 2    | 1    | 8    | ヒュードロクーペ     |
| 9                  | 7        | 吹雪と氷の冬山ラリー （THE GREAT COLD RUSH RACE）           | 11月9日            | 5月18日        | 4    | 8    | 7    | クロイツェルスポーツ |
| 10                 | 14       | 大熱戦3億円レース （WACKY RACE TO RIP SAW）                 | 11月16日           | 7月6日         | 10   | 4    | 1    | トロッコスペシャル   |
| 10                 | 14       | どっきりトンネル迷コース （OILS WELL THAT ENDS WELL）       | 11月16日           | 7月6日         | 3    | 6    | 10   | マジックスリー       |
| 11                 | 9        | 風船パンク大作戦 （WHIZZIN' TO WASHINGTON）                 | 11月23日           | 6月1日         | 9    | 3    | 8    | ハンサムV9           |
| 11                 | 9        | 灼熱の大砂漠ラリー （THE DIPSY DOODLE DESERT DERBY）        | 11月23日           | 6月1日         | 9    | 10   | 2    | ハンサムV9           |
| 12                 | 15       | 魔のハイウェイ猛ダッシュ （EENY, MINY MISSOURI GO!）        | 11月30日           | 7月13日        | 3    | 7    | 5    | マジックスリー       |
| 12                 | 15       | 美人ワニの大障害 （SUPER SILLY SWAMP SPRINT）               | 11月30日           | 7月13日        | 8    | 10   | 5    | ポッポSL             |
| 13                 | 16       | 西部の山賊コース （DOPEY DAKOTA DERBY）                     | 12月7日            | 7月20日        | 7    | 3    | 4    | ギャングセブン       |
| 13                 | 16       | メチャクチャ大混戦 （DASH TO DELAWARE）                     | 12月7日            | 7月20日        | 8    | 10   | 3    | ポッポSL             |
| 14                 | 10       | 断崖道路の連続追突 （SPEEDING FOR SMOGLAND）                | 12月14日           | 6月8日         | 8    | 2    | 4    | ポッポSL             |
| 14                 | 10       | スイカ畑のビックリコース （RACE RALLY TO RALEIGH）          | 12月14日           | 6月8日         | 7    | 1    | 9    | ギャングセブン       |
| 15                 | 11       | 大爆走グランプリ （BALL POINT, PENN. OR BUST!）             | 12月21日           | 6月15日        | 5    | 4    | 7    | プシーキャット       |
| 15                 | 11       | 忍者カー対お化け自動車 （FAST TRACK TO HACKENSACK）         | 12月21日           | 6月15日        | 7    | 1    | 2    | ギャングセブン       |
| 16                 | 12       | ブラック魔王の大なだれ （THE SKI RESORT ROAD RACE）         | 12月28日           | 6月22日        | 6    | 10   | 3    | タンクGT             |
| 16                 | 12       | タツマキマシンでぶっとばせ （OVERSEAS HI-WAY RACE）         | 12月28日           | 6月22日        | 9    | 1    | 5    | ハンサムV9           |
| 17                 | 13       | ノロノロ毒ガス作戦 （RACE TO RACINE）                       | 1969年 1月4日      | 6月29日        | 2    | 1    | 3    | ヒュードロクーペ     |
| 17                 | 13       | ほら穴に向かって走れ （THE CARLSBAD OR BUST BASH）          | 1969年 1月4日      | 6月29日        | 5    | 4    | 1    | プシーキャット       |

## 日本語版主題歌
A面「チキ・チキ・マシーン猛レース」
作詞 - 水野礼子 / 作曲・編曲 - 橋場清 / 歌 - ケーシー浅沼 / ナレーション - 野沢那智
歌詞は日本語オリジナル。歌詞に合わせて映像が流れている。ラストではケンケンの笑い声がある。DVDには特典映像として収録。一部の映像は放送版とソフト版で異なる。
B面「ブラック魔王とケンケン」
作詞 - 北桑笑 / 作曲・編曲 - 大場秀 / 歌 - 大塚周夫
レコード発売元 - CBS・ソニーレコード〈現：ソニー・ミュージックレーベルズ〉（SOGA-79001）
DVDには未収録。

## ゲーム

### コンピュータゲーム
- チキチキマシン猛レース（1991年12月25日 / 対応機種 - ファミリーコンピュータ）
- チキチキマシン猛レース（1992年3月27日 / 対応機種 - ゲームボーイ）
以上の2作は、共にアトラスから発売。ファミコン版の内容はケンケンを主役にした横スクロールアクションゲームで、GB版の内容は見下ろし型のレースゲーム。
- チキチキマシン猛レース ケンケンとブラック魔王のイジワル大作戦（1994年3月20日 / 対応機種 - 3DO）
- チキチキマシン猛レース2 In Space （1995年8月11日 / 対応機種 - 3DO）
以上の2作は、共に高城剛率いるフューチャー・パイレーツによる作品で、高城自身も参画した最初期の作品である。内容は3DOのポテンシャルを引き出した全面3DCG描画、テレビアニメ版日本語吹き替え声優によるフルボイス、日本版のテーマソングを起用した点が特徴的である。ただし、純粋にスピードを競うようには作られておらず、第1作はレースムービーの1位予想を行い的中し獲得となるドライビングカードを10種集める「Races TV」モードとアドベンチャーパート「Trip」モードで構成され、第2作はアドベンチャーの合間にレースゲームが挟まれる構成としソフト側のパターン決めでゲームの展開が決まる運の要素が多分に含まれている。日本市場向けのタイトルであり、第1作は3DO REALのローンチタイトルとして発売された。
- チキチキマシン猛レース（2000年 / 対応機種 - ドリームキャスト）
- チキチキマシン猛レース（2001年7月26日 / アンフォグラムハドソン[19] / 対応機種 - プレイステーション）
- チキチキマシン猛レース（2001年11月22日 / シスコンエンターテイメント / 対応機種 - ゲームボーイカラー）
以上の2作は、共に仏・インフォグラム発売の日本版。内容は3Dレースゲーム。
- チキチキマシン猛レース ブラック魔王とケンケン （対応機種 - PlayStation 2）
日本でも発売予定でPVも用意されていたが、発売中止になった。
- Wacky Races: Crash and Dash（2008年6月17日 / 対応機種 - Wii、ニンテンドーDS）※日本未発売

### メダルゲーム
- チキチキマシン猛レース（1992年 / セガ）
競馬ゲーム『WORLD DERBY』の改造版（改造キットがセガより販売された）。出走はガンセキオープン、ゼロゼロマシン[20]、ギャングセブン、ハンサムV9、プシーキャット、タンクGTの6台に固定。

### カードゲーム
- チキチキマシン猛レース カードゲーム（1991年頃 / 青島文化教材社）[21]。

### パチンコ
- CRチキチキマシン猛レース（2001年 / 三洋物産）
- CRチキチキマシン猛レース（2002年 / 平和）
- ケンケンのハワイDEアロハ（2007年 / 平和）

## CM・宣伝への採用
1991年に住友ゴム工業（ダンロップブランド）のスタッドレスタイヤ「グラスピック」（のちのDSX → ウィンターマックス）のCMにブラック魔王とケンケンが登場した。
1993年にカルビーがサッポロポテトをリニューアルした際に、アニメのケンケンが実写合成かつ声付きで登場する同製品のテレビCMが約1年にわたって放送され、グッズプレゼントも展開された。
1996年には、前年にマイナーチェンジされた三菱・シャリオのCMにアニメと実写の合成で登場した。
2013年からブラジルで放送されているプジョー・208のCMには本作のキャラクターおよびマシンが実写で登場し、208と競争するというシーンがある。

## スピンオフ・クロスオーバー

### ペネロッピー絶体絶命
本作に登場するキャラクターのうち、ミルクちゃんとギャングセブンは『ペネロッピー危機一髪』（ペネロッピー絶体絶命）へスピンオフしている。ただし、日本語版の制作スタッフが異なるため、日本語版でのキャラクター名は本作と異なる。そのため日本語版演出は、高桑慎一郎ではなく、好川阿津志が担当しているが、日本語版制作は、『チキチキマシン猛レース』と同様、千代田プロダクションが務めている。

### スカイキッドブラック魔王
ブラック魔王とケンケンは、後に『スカイキッドブラック魔王』ならびに『偉大なるケンケン劇場』にスピンオフした。こちらは日本語版制作スタッフがほぼ変わらないため、そのままの名前で登場している。ここでは、ブラック魔王たちの作戦室や魔王の自室にゼロゼロマシンや、優勝カップ、更には優勝記念写真の入った写真立て等の、来歴不明（その真実は後述）の優勝記念品があり、エンディング主題歌も本作の歌詞替え版であるなど、本作との関連が強調されている。ただし前述の通り、コウモリボスは登場しない。

### 他のハンナ・バーベラ作品
1976年に製作され、ABCで放送された"The Mumbly Cartoon Show"では、『新トムとジェリー』（原題：The Tom and Jerry Show）や『ジャンボゴリラの大冒険』（原題：The Great Grape Ape Show）と共に、ケンケンを『刑事コロンボ』を思わせる私服警官役で登場させた"Mumbly Show"という作品を放送。この作品は、NHK総合テレビで『スーパー刑事ボロンゴ』というタイトルで放送された。
1978年に製作され、同じくABCで放送された、ハンナ・バーベラ・プロ作品のキャラクターを集めた『まんがオールスター おもしろオリンピック』（原題：Laff-A-Lympics）では、ケンケンが、卑怯なことが好きで、毎回本作のような妨害を仕掛ける「ロクデナシチーム」のキャプテンとして、ボロンゴの状態で登場。ブラック魔王も"Dread Baron"（後の別作品で「ブラック魔王男爵」と命名）というキャラクターにリファインし、同チームのメンバーとして登場している。この作品は日本では『マンガのくに』で放送された。
1986年に製作された、同じくハンナ・バーベラアニメ作品キャラクター集合作品『ハンナ・バーベラ秘宝探検団』（原題：Yogi's Treasure Hunt）では、ブラック魔王とケンケンがレギュラー出演、毎回探検隊（メンバーはクマゴロー、ブーブー、スミス、ハックル、マック、オギーとダディー、レオ。指令は大将）が手に入れようとする財宝を横取ろうとするが、本作の如く失敗するというパターンである。この作品は日本ではテレビ未放送でビデオ販売のみ。

## 続編・派生作品

### ケンケンのフェンダー・ベンダー500
1990年から1991年までには、ゼロゼロマシン以外の車体を全てハンナ・バーベラアニメの他作品の主人公たち（13号車のラッキーのみ日本では知られていない）。が運転するマシンに一新した続編『新・チキチキマシン猛レース ケンケンのフェンダー・ベンダー500』（原題：Fender Bender 500）が全50話製作された。ゼロゼロマシンも、巨大なスパイクタイヤを搭載した「ゼロゼロマシン・ターボ」にリニューアルされている。日本ではテレビ未放送でビデオ販売のみ。
ブラック魔王とケンケンの吹き替えは不変だが、実況役は野沢那智から『スカイキッドブラック魔王』の鈴木ヤスシに変更された。なお、この作品の最終話 "The Yukon Win It 500" で、ブラック魔王とケンケンは念願の優勝を果たしている（前述の優勝記念品はこの時に獲得したもの）。また優勝はしなかったが、"The Log Jamer 500"では2位（ゴール寸前までは1位）と健闘している。
フォーマットは概ね旧作と同じだが、次の様な相違点もある。
1. 開催地は（一部を除き）実在の国や都市などになっている。
2. 旧作ではレースが始まった状態で話が始まるが、今作では全マシンがスタートラインに揃った状態で始まる。そのため、号砲のピストルを鳴らす「スターター」が新たにレギュラーに加わっている。
3. 旧作は一貫してロードレースだったが、今作ではロードレースのほか、空中レース"The Hip Two Three Four 500"や海底レース"The Unfathomable 500"も行われている。
4. 旧作では完走したマシンの内、3位までを紹介するが、今作では優勝マシンのみ紹介。
5. 今作ではレースの後に表彰式が行われ、地元の女性（"The Unfthomable 500"のみ人魚）によるプレゼンターから搭乗者に賞品が贈られるが、その賞品には大抵オチがあり[23]、結果的に「ブラック魔王とケンケンは優勝しなくてもよかった」という結末となる。
6. 旧作ではラストのオチを含めて、大半の場面でブラック魔王とケンケンが登場しているが、今作ではオチに登場しない場面が多く、"We'll Get You Dayou 500"に至っては中盤から全く登場しない。

この作品に登場するマシンと搭乗者は以下の通り（キャラクター名は日本名称のみを記載）。いずれのマシンも日本名にカーナンバーの数字が含まれている。
- 00 - ゼロゼロマシン・ターボ [The Dirty Truckster]（邪悪なトラックスター） - ブラック魔王、ケンケン
  - 妨害専門のコンビが再び参戦。車高が高くなり、スパイクタイヤも標準装備されている。妨害が裏目に出て最下位に終わることがほとんどだが、まれに優勝・入賞することもある。
- 1 - スーパーピクニック1 [Jellystone Jammer]（ジェリーストーンの厄介者） - クマゴロー、ブーブー
  - ピクニックバスケットをあしらったオフロード車。室内装備としてキッチンがついている。凸凹コンビの熊が搭乗。
- 2 - キャタピラマーク2 [Half-Dog Half-Cat Halftrack]（半入り小劇場） - ハックル、スナッグル
  - 二階はステージ、一階後部は衣装部屋になっており、オネエ言葉（だがリーラというガールフレンドあり）で話すピンクの（たてがみがない）ライオンが毎回、着せ替えを披露（全くの趣味で勝負には殆ど影響ない）。燃料もピンクの桃。
- 3 - ワニゴリバギー300 [The Swamp Stomper]（沼地の暴れん坊） - ワニー、ゴンちゃん
  - 小回りが利く一人乗りのバギータイプ。上部に簡易シートが取り付けられており、そこに座るワニがナビ担当。運転は気のいいゴリラ。ココナッツが動力源。
- 4 - ネコジャラシGT4 [The Alley Cat]（路地ノラ猫） - 大将、チューチュー
  - ガラクタと廃棄物の寄せ集めで運転席はアメリカンなゴミ缶。大将は釣り竿で妨害も。
- 5 - エキバシャビーグル5000 [Texas Twister]（テキサス竜巻） - 早撃ちマック、バーバ・ルイ
  - 50年代初期アメ車のクラッシックカーに、矢の刺さった駅馬車風のホロを付けている。ソンブレロを被ったルイはスペイン語も話す。チリ豆（メキシコインゲン）が燃料。
- 6 - チョロチョロチーズ・コンマ6 [The Cheddar Shredder]（熟成チーズ六つ切り） - チュースケ、チュータ
  - カチカチに固まった本物のチーズで出来た車体。ねずみ取りが装着され、踏みつぶされる危険に対抗する。色違いの服を着たねずみコンビ。
- 7 - ホネツキZ700 [The Lucky Trucky]（幸運配達車） - オギー、ダディー
  - 青い屋根の犬小屋をあしらい、後部荷台には骨が大量に積まれている。発明好きの仔犬が設計したエコカーで、運転は父親が担当。有機燃料の骨以外に馬蹄型の避雷針で落雷も動力になるハイブリッド。
- 13 - ガイコツ1.3カブリオレ [The Sonic Broom]（音速ほうき） - マジックおばさん、ラッキー
  - 「エブリ・ベブリ・パァ！」の呪文で走るトライクのような車。フロント・フォークはガイコツでできており喋る。

### Wacky Race Forever
オリジナルに登場したキャラクターの次世代（子供たち）をレーサーにした続編のパイロット版がアメリカで公開されたが、本編は制作されなかった。日本では未放送。
ダスタードリー（ブラック魔王）とマットレー（ケンケン）の上に科学者のような上司がいたり、次世代レーサーのマシンに親が3D映像で指示を出すなど、キャラクターに多少の変化を加えている。
この作品に登場するマシンは以下の通り。名称は原語版に準ずる。
- 9 - ターボ・トリフィック
本作の主役機。ターボエンジンでスピードを上げたり、タイヤ部分にスパイクを出したりする機能が備えられている。
ピーターの息子、パーカー・パーフェクト [Parker Perfect]が搭乗する。
- 5 - コンパクト・プシーキャット
ピンク色の猫のような外見をしたマシンでパラソルがない。
ペネロッピーの娘、フィリッパ・ピットストップ [Philippa Pitstop]が搭乗する。
- 00 - メーン・マシーン
マシンの頭部がサメのような外見をしている。ダスタードリーとマットレーが引き続き搭乗。
ダスタードリーは相変わらずレースの優勝を狙っており他のレーサー達の妨害をするが、結局はいつも通り優勝を逃している。
- 1 - ボウルダー・モービル
岩石のボディにトリケラトプスの化石がついたマシン。搭乗者の原始人コンビは体色とアクセサリーが区別されている。
- 2 - クレーピー・クーペ
タイヤの部分が青い炎に包まれたドクロで、屋敷にはドラゴンではなく巨大コウモリやケルベロスが搭載されている。
搭乗者は白と黒を基調とした配色で、片方は女性吸血鬼となっている。
- 3 - コンバート・ア・カー
黄色いレーシングカーに透明の丸いコックピットがついた外見で、コックピット部分に電流を流すことが可能。
搭乗者は本家のパトリック博士とは対照的に、力ずくで優勝を狙おうとする自己中心的な性格である。

### Wacky Raceland
2016年に刊行された、ハンナ・バーベラ・プロダクションの作品を基にしたコミックシリーズ「Hanna-Barbera Beyond」の1作品。
この作品では動物のキャラクターが本家とは著しく異なり、マットレー（ケンケン）は擬人化されていない見た目は普通の犬（ただし脳手術済み）で、ブラバー（熊八）は熊の毛皮を被った男、ソートゥース（甚平）は普通の人間で未成年のキャラクターになっている。また、現代の未開人、ナチズムの信奉者、LGBT、PTSD（戦争の後遺症）、クローン人間、ネオコン（攻撃的・好戦的な保守タカ派）、アルコール依存症の田舎者、肉体を持たない脳だけの人物、などキャラクターが本家より思想・科学・軍事的に過激な設定になっている。他の派生作品と違い、劇画調でリアルなタッチでキャラクターとマシーン、背景などが描画されるのが最大の特徴。
以下、マシンと搭乗者の名称は原語版に準ずる。
- 00 - メーン・マシーン - ディック・ダスタードリー、マットレー
ダスタードリーは著名な元ピアニストで、マットレーは精神と肉体を改造された犬。妨害専門なのは本家と同じ。教授がダスタードリーの上司として無線で指示するのは『Wacky Race Forever』からの踏襲[26]。ダスタードリーには妻子がいたが死別。
- 5  - コンパクト・プシーキャット - ペネロッピー・ピットストップ
ボンネットから兵器が出て、他車へ攻撃が可能。女性レーサーには、美人の女装レズビアンの兄（長い髪でピンクのレース服に白ロングブーツで妹とそっくりだが、違いは胸が全くないのとガールフレンドがいる）と母親（ギリシャの富豪）がおり、回想で登場するシーンがある[27]。
- 9  - ターボ・トリフィック - ピーター・パーフェクト
ピーターは顎が誇張されておらず、本家より二枚目で滑稽な台詞もない。ヘルメットとアルファベットのWをデザインしたマスクで顔を覆っている。
- 1 - ボウルダー・モービル - スラッグ・ブラザーズ（グラベル・スラッグ、ロック・スラッグ）
スラッグ兄弟はボロではあるが服を着ている。パトリックにより脳手術を受けており、英語を理解するなど文明の片鱗が見て取れる。
- 2 - クレーピー・クーペ - グルーサム・トゥーサム（ビッグ・グルーサム、リトル・グルーサム）
最も本家に近いチーム。怪力のモンスターと蝙蝠を操れる小柄な吸血鬼のコンビ。
- 3 - コンバート・ア・カー - プロフェッサー・パトリック・ペンディング
船にヘリコプターのプロペラがついており、陸海空を進める。パトリックはレース主催側の要人であり、マットレーやスラッグ兄弟の改造にも関わっている。
- 4  - クリムゾン・ヘイベイラー - レッド・バロン
レッドの名前が変更され、ギャンブル好きの飛行機乗りとなっている。ナチズムに傾倒したドイツ系であり、婚約者をアメリカ陸軍に誤射されたため、ブラストとは仲が悪い。
- 6  - アーミー・サープラス・スペシャル - サージェント・ブラスト、プライベート・メークリー
軍用トラックの上に戦車の砲台が乗っている。軍曹のブラストは鍛えぬいた肉体に胸当てを付けた女性に変更されており、自分を目の敵にするレッドとは不仲。戦争の後遺症で狂気に陥った兵士のメークリーは、攻撃的で暴走する。
- 7  - バレットプルーフ・ボム - アントヒル・モブ
1から7まで番号で呼び合う、見た目が同じ小人のギャング（親分は5）。ギャングたちは車から身を乗り出し、狙撃銃を構える。
- 8  - アーカンサス・チャグバグ - レイジー・ルーク、ブラバー・ベア
上半身裸のアメリカ南部農民のルークが、トラクター改造車で酒を飲みながら運転する。熊の毛皮を着ているブラバーは臆病ではなく乱暴もの。
- 10 - バズ・ワゴン - ルーファス・ラフカット、ソートゥース
攻撃が丸鋸だけでなく、被災した都市難民の少年ソートゥースがあらゆる種類のナイフを使い銃も撃てる。木こりのルーファスは体格が良く筋肉質だが、本家のように太っておらずスキンヘッド。女性を蔑視する保守層で「大きい方が偉い」が信条。
- アンジェリーク・ペンディング

実況担当。パトリックの妻で主催者陣営に属す。事故で肉体を失い、脳だけが博士の発明した特殊容器内で生き続け、視聴覚と発声能力および移動機能も得ている。彼女も脳外科医で、音声指示により手術ができる。

### チキチキマシン猛レース!
2017年にてアメリカで放送されたリブート作品（原題：Wacky Races）。日本では2018年2月4日にdTVチャンネルで配信され、2019年4月29日にはカートゥーン ネットワークで、『10連休だよ!カートゥーンGWスペシャル チキチキマシン猛レース!』として放送された。
本作ではカーレース以外にもスキーや乗馬、ラップにクイズ、早食い、ダンスなど、さまざまな競争が登場する。
日本版の主要キャストは、ブラック魔王をオリジナル版で声優を務めた大塚周夫の子息の大塚明夫が、ケンケンを上田燿司、ミルクちゃんを井上喜久子が、ドラチビ伯爵を龍田直樹が、キザトト君を星野貴紀が担当する。その他のキャストには山根舞、遠藤綾、林りんこ、山本兼平が名を連ねた。日本独自のキャラクター名や独特のアドリブは本作でも健在。

### Wacky Races: Japan Tour
AC部によって制作されたアニメ。日本を舞台にレーサーたちがレースをする物だが、オープニングのみでストーリーは実現されなかった。レーサー及びマシンはデザインが一新されている。
以下、マシンと搭乗者の名称は日本語版の物に準ずる。なお、作中では原語版の名称も使われている。
- 5 - プシーキャット - ミルクちゃん
本作のメインキャラ。ピンクのレース服に白い軍手に白い長靴で女トラック野郎として登場。本家のオープンカーと違い、デコトラの外見をしているのが特徴。リボンのあるツートンカラーの傘付きになってるのは同じ。耐火仕様でブラック魔王が出す火炎放射に耐えられる。荷台がステージになっており、「パーティタイム」という機能によってミルクちゃんが白いロングブーツ、ハートのピアス、猫のベルトのアイドル姿でステージでダンスを披露する。運転席は無人になるが遠隔操作で自動運転。
- 00 - ゼロゼロマシン - ブラック魔王、ケンケン
本作でも相変わらず妨害工作をする「株式会社ゴミーンサービス」のコンビ。ゴミ収集車のような外見をしており、運動靴を履いた足がマシンから伸び、回収したゴミで妨害用の道具や武器を作る。ただし、スピード違反で警察（白バイの婦警）に検挙されるといったドジな面も相変わらず。ゴミを荒らすカラスの天敵。
- 9 - ハンサムV9 - キザトト君
本作ではタクシー運転手として登場。最も本家の外見に近いマシン。
- 1 - ガンセキオープン - タメゴロー、トンチキ
本作では工事現場の姿で登場。岩石のオープンカーから岩石のダンプカーに変更。
- 2 - ヒュードロクーペ - モンスター、ドラチビ
キャリアカーのような外見をしている。スクラップになった車で本家の幽霊屋敷を再現している。
- 3 - マジックスリー - ドクターH
本家のマジックスリーにラーメンの屋台を合体させたような外見をしている。
- 4 - クロイツェルスポーツ - コウモリボス
株式会社赤いゴンドラの高所作業車の上部台の形状が本家のクロイツェルスポーツに酷似している。なお、作業車は空席である。
- 6 - タンクGT - 軍曹閣下、新兵くん
本家と違い戦車の部分がパワーショベルになっている。そのため車体の色が緑から黄色に変更されている。
- 7 - ギャングセブン - トラヒゲ一家
蟻塚観光2階建てバスになっており、下の階では7人のギャング全員が搭乗している。
- 8 - ポッポSL - ヨタロー、熊八
動力源のボイラーが田植え機に変更されている。ヨタローは相変わらずゲートルに地下足袋の足で運転している。
- 10 - トロッコスペシャル - ドン・カッペ、甚平
本作では大工として登場。マシンは木製トロッコから木製のミキサー車に変更。また、ドン・カッペの髪型はコテ、甚平の歯は鋸で再現されている。頬が赤い。
- 実況
本作の実況者。黄色いスーツを身にまとい、チェッカーフラッグのシルクハットを被っている。

## パロディ
日本や海外では本作を題材にしたアニメや作品が多く、話の内容やキャラクターやマシンをパロディしたものもある。
例としては
- 機動戦士SDガンダム：1990年に発売されたOVA『機動戦士SDガンダム MARK-IV』に収録されたエピソード「SDガンダム猛レース」はSDキャラクターとなったキャラクターがレースをする内容。ヤザン・ゲーブルとゲモン・バジャックがブラック魔王とケンケンのポジションとなっている。2006年に発売されたSDガンダムシリーズのDVD-BOX「SDガンダム コレクションボックス」には欠番であると明記されて封印作品となった。監督した高松信司によると訴訟リスクを懸念した制作会社の内田健二による措置だという。
- タイムボカン王道復古：主役を決めるために三悪がレースをする。
- dororonえん魔くん メ〜ラめら：キャラクターたちが本作に登場したマシンに乗ってレースをする。
- ポプテピピック：スケルトンレースのシーンでブラック魔王とケンケンに似た選手がいる。なおアニメ版ではこの選手に全面的にモザイクがかけられている（再放送リミックス版ではモザイク修正無し）。
- ケロロ軍曹：キャラクターたちがレースを繰り広げる。また、クルル曹長の笑い声がケンケン風になっているシーンがある。
- 秘密結社鷹の爪：鷹の爪団の総統はブラック魔王をモデルにしている（当初はチョビ髭だったが、後にブラック魔王同様のカール髭に変更された）。
- デジモンフロンティア：キャラクターがトレイルモンに乗ってレースをする。ブラック魔王やケンケンをパロディにしたキャラクターも登場する。
- サウスパーク：シーズン18-4。ティミーのハンディカー事業とタクシーや世界の車事業を賭けてレースを行う。タイトルロゴがそのまま使用されており、ブラック魔王とケンケンも出演している。ケンケンは白髪が生え老犬となっている。
- 星のパイロット：第2巻「彗星狩り」にて宇宙空間における彗星一番乗りレースを行う。登場する宇宙船のコールサインが「コンパクト・プシキャット」「ゼロゼロマシン」など原作準拠の名前になっている。

など。